# Laikipia County
Laikipia County is een county en voormalig Keniaans district. Het district telt 322.187 inwoners (1999) en heeft een bevolkingsdichtheid van 35 inw/km². Ongeveer 11,4% van de bevolking leeft onder de armoedegrens en ongeveer 39% van de huishoudens heeft beschikking over elektriciteit.